# Isabelle Broué
 (avril 2023).
Pour les articles homonymes, voir Broué (homonymie).
Isabelle Broué (née le 14 novembre 1968 à Paris) est une réalisatrice et scénariste française.

## Biographie
Isabelle Broué est la sœur de la journaliste et productrice de radio Caroline Broué, la fille du mathématicien Michel Broué et la petite-fille de l'historien Pierre Broué.
Étudiante en réalisation de la Fémis, elle en sort diplômée en 1994.
Elle travaille aussi comme scripte, notamment sur Regarde la mer de François Ozon (issu de la même promotion qu'elle à la Fémis). Elle est l'autrice de plusieurs courts-métrages, d'un documentaire sur le mathématicien Henri Cartan et d'un téléfilm diffusé sur Arte, Paris-Deauville.
Son premier long-métrage, Tout le plaisir est pour moi, sorti en 2004, reçoit un bon accueil public (environ 200 000 entrées). En 2016, elle termine Lutine, un long-métrage sur le polyamour (ou « polyamorie ») film qu'elle définit comme une « comédie documentée ».
Elle déclare en 2000 être venue à la réalisation par envie de travailler avec des acteurs.

## Filmographie
Sauf indication contraire, les informations mentionnées dans cette section peuvent être confirmées par les bases de données cinématographiques IMDb et Allociné,  présentes dans la section « Liens externes ».

### Réalisatrice
- 1991 : Pensons, il en restera toujours quelque chose (court métrage)
- 1992 : Mère et Fille (court métrage)
- 1993 : Chocolat amer (court métrage)
- 1994 : Presse-citron (court métrage)
- 1995 : Henri Cartan, une vie de mathématicien (documentaire)
- 1998 : Les Jours bleus (court métrage)
- 2000 : À corps perdu (court métrage)
- 2000 : Paris-Deauville (téléfilm)
- 2004 : Tout le plaisir est pour moi
- 2016 : Lutine

### Scénariste
- 1993 : Chocolat amer (court métrage) d'elle-même
- 1994 : Presse-citron (court métrage) d'elle-même
- 1998 : Les Jours bleus (court métrage) d'elle-même
- 2000 : À corps perdu (court métrage) d'elle-même
- 2004 : Tout le plaisir est pour moi d'elle-même
- 2008 : L'Enfant de Kaboul de Barmak Akram - collaboration au scénario
- 2016 : Lutine d'elle-même

### Scripte
- 1995 : Corps inflammables de Jacques Maillot
- 1996 : À toute vitesse de Gaël Morel
- 1997 : Regarde la mer de François Ozon

### Productrice
- 2016 : Lutine d'elle-même

### Actrice
- 2016 : Lutine d'elle-même : Isa

## Distinctions
- Festival de Cannes 2000 : sélection Quinzaine des réalisateurs pour À corps perdu[7])
- Vancouver International Women in Film Festival 2017 : prix meilleur long métrage et prix du meilleur scénario pour Lutine[8],[9]